# Ben Whishaw
Benjamin John „Ben” Whishaw (n. 14 octombrie 1980, Clifton⁠(d), Central Bedfordshire⁠(d), Anglia, Regatul Unit) este un actor englez. Este cunoscut pentru rolul Hamlet din tragedia omonimă, dar și pentru roluri în filme ca Parfumul: Povestea unei crime (2006), Atlasul norilor (2012), Homarul (2015) și Daneza (2015). A jucat rolul Q în seriile James Bond 007: Coordonata Skyfall (2012) și Spectre (2015) și a fost vocea ursulețului Paddington în coproducția britanico-franceză Paddington (2014) și Paddington 2 (2017). În 2018, Whishaw l-a interpretat pe Norman Scott în mini seriile de la BBC One, Un Scandal Foarte Englez , alături de Hugh Grant, în calitatea sa de parlamentar compromis, Jeremy Thorpe.

## Biografie
Whishaw s-a născut în Clifton, Bedfordshire, și a fost crescut acolo și în Langford, fiul lui Linda (née Hope), care lucrează în domeniul cosmeticelor, și al lui Jose Whishaw, care lucrează în domeniul tehnologiei informației. Tatăl său este de origine franceză, germană și rusă; mama lui este de origine engleză. Are un frate geamăn, James. "Whishaw" nu este numele original al familiei; familia a fost numită inițial Stellmacher, un nume ocupațional german pentru un rotar.
El a ajuns primul care a devenit membru al Teatrului Tineretului pentru Jucători Bancroft, Big Spirit, la Teatrul Mama Regină din Hitchin. A urmat școala medie din Henlow și apoi Colegiul comunitar Samuel Whitbread din Clifton. A absolvit Academia Regală de Artă Dramatică în 2003.

## Cariera
Whishaw a fost implicat în numeroase producții cu Big Spirit, inclusiv Dacă acesta este un om (realizat ca și Cel înecat (eng. The Drowned) și Cel Salvat (eng. The Saved), o piesă proiectată de companie pe baza cărții cu același nume de Primo Levi, un supraviețuitor al Lagărului de concentrare Auschwitz. 

## Filmografie

### Filme
| An   | Titlu original                   | Traducere                     | Rol                                                                                 | Note        |
| ---- | -------------------------------- | ----------------------------- | ----------------------------------------------------------------------------------- | ----------- |
| 1999 | The Trench                       | Tranșeea                      | Pte. James Deamis                                                                   |             |
| 1999 | Mauvaise passe                   |                               | Jay                                                                                 |             |
| 2001 | Baby                             |                               | Micul Joe                                                                           | Scurtmetraj |
| 2001 | My Brother Tom                   | Fratele meu Tom               | Tom                                                                                 |             |
| 2004 | Enduring Love                    | Puterea dragostei             | Spud                                                                                |             |
| 2004 | Layer Cake                       | Prins la înghesuială          | Sidney                                                                              |             |
| 2005 | Stoned                           |                               | Keith Richards                                                                      |             |
| 2006 | Perfume: The Story of a Murderer | Parfumul: povestea unei crime | Jean-Baptiste Grenouille                                                            |             |
| 2007 | I'm Not There                    | Noi suntem Bob Dylan          | Arthur                                                                              |             |
| 2008 | Brideshead Revisited             | Întoarcere la Brideshead      | Sebastian Flyte                                                                     |             |
| 2009 | The International                | Puterea banului               | Rene Antall                                                                         |             |
| 2009 | Bright Star                      | Steaua luminoasă              | John Keats                                                                          |             |
| 2010 | The Tempest                      | Furtuna                       | Ariel                                                                               |             |
| 2012 | Cloud Atlas                      | Atlasul norilor               | Asistent-camerist Robert Frobisher Funcționar magazin Georgette Membru al unui trib |             |
| 2012 | Skyfall                          | 007: Coordonata Skyfall       | Q                                                                                   |             |
| 2013 | Teenage                          |                               | Băiat britanic                                                                      | Documentar  |
| 2013 | The Zero Theorem                 | Teorema Zero                  | Doctor                                                                              |             |
| 2013 | Beat                             |                               |                                                                                     | Scurtmetraj |
| 2014 | Days and Nights                  |                               | Eric                                                                                |             |
| 2014 | Lilting                          |                               | Richard                                                                             |             |
| 2014 | The Muse                         |                               | Edward                                                                              | Scurtmetraj |
| 2014 | Paddington                       |                               | Paddington (voce)                                                                   |             |
| 2015 | The Lobster                      | Homarul                       | Omul șchiop                                                                         |             |
| 2015 | Suffragette                      |                               | Sonny Watts                                                                         |             |
| 2015 | The Danish Girl                  | Daneza                        | Henrik                                                                              |             |
| 2015 | Spectre                          |                               | Q                                                                                   |             |
| 2015 | In the Heart of the Sea          | În inima mării                | Herman Melville                                                                     |             |
| 2016 | A Hologram for the King          |                               | Dave                                                                                |             |
| 2021 | Nu e vreme de murit              |                               | Q                                                                                   |             |

### Seriale
| An        | Titlu original          | Rol            | Apariții |
| --------- | ----------------------- | -------------- | -------- |
| 2000      | Black Cab               | Ryan           | 1        |
| 2000      | Other People's Children | Sully          |          |
| 2005      | Nathan Barley           | Pingu          | 6        |
| 2008      | Criminal Justice        | Ben Coulter    | 5        |
| 2012      | The Hollow Crown        | Regele Richard | 1        |
| 2011–2012 | The Hour                | Freddie Lyon   | 12       |
| 2014      | Playhouse Presents      | Ezra           | 1        |
| 2015      | London Spy              | Danny          | 5        |